# Xanthophyllum purpureum
Xanthophyllum purpureum là một loài thực vật có hoa trong họ Polygalaceae. Loài này được Ridl. miêu tả khoa học đầu tiên năm 1938.